# 湯本美咲
湯本 美咲（ゆもと みさき、1990年2月2日 - ）は、日本の元アイドル、元タレント、元女優。茨城県出身。

## 略歴
茨城県に産まれ、2008年、サンズエンタテイメントに所属、シチュエーションDVD『月間i-dolVOL.2「美咲ちゃん（妹）が突然泊まりに来た!」』が、12月4日に発売された。
同年、深作健太監督の映画『完全なる飼育 メイド、for you』に出演する。
2012年、テレビ東京の長寿番組の『釣りロマンを求めて』に上半期で6回（うち1回は後述のフィッシングショーのレポート）の出演をする。番組を代表して、同年、フィッシングショーOSAKA2012のレポーターを務めた。つるの剛士主催のタレントフィッシングカップ2012に参加する。
週刊ヤングマガジン第8号の巻末グラビアで、初グラビアを飾る。
またジャンバリ.TVの4月からの新番組のPSアイドルプロジェクトの公開オーディションを勝ち抜き、青木ゆり亜とミラクルチェリー（視聴者からの応募により決まったユニット名）として2014年現在レギュラーを務めている（2015年3月で終了）。YouTubeだけでの番組再生回数は、毎回7000 - 14000再生とばらつきはあるものの、最高は番組として19回目の配信において37000再生を記録している（2014年11月現在）（番組公式ウェブサイト・ニコ動でも配信している）。また4月には初のグラビアDVD『微笑み』が4月25日に発売された。
9月14日、地震で「とじこめられたなう」と停止したエレベーターの中から発信したことが、デイリースポーツで取り上げられた。11月28日 - 30日に行われた第一回新人監督映画祭で、ヒロインを演じた2作品『タイム・トゥ・セイ・グッバイ』『電エースタロウ・電エース中野』が上映された。なお、『電エースタロウ・電エース中野』は、同映画祭で中野賞を受賞した。
2015年、在京スポーツ新聞6紙が共同で立ち上げた女性6人組ユニット「スクープ!?」の4期生・スポーツニッポン担当に選ばれ、5月から活動開始。5月3日、4日、5日、6日、ニコニコ生放送『Gambooちゃんねる』生主VS.グラドル湯本美咲「湘南ダービーG3 in平塚競輪場」4日間予想バトルで、4日間連続で終日、平塚競輪場から生中継に出演した。5月30日、QVCマリンフィールドで、日本生命セ・パ交流戦2015千葉ロッテマリーンズVS横浜DeNAベイスターズ第2戦のファーストピッチセレモニー（始球式）をつとめる。また、試合前にスポニチ特設ブースでトークイベントを行った。

## 芸能活動
デビュー後、タレントとしては、テレビでのバラエティ番組出演のほか、トークライブなども行っている。また趣味・特技のうち、釣り・パチンコ・料理などについてはテレビ番組やインターネット配信などでの活動も見られる（後述出演リスト参照）。
2019年、東京MX、千葉テレビで冠番組をもち、昭和感のある絶妙なトークでMCを勤め上げるなど、活動の幅を広げていた。JINGAのテレビドラマを始め牙狼シリーズの舞台に出演するなど、女優業にも力をいれた活動をしていた。

## 人物
- 趣味：釣り 競馬 パチンコ
- 特技：歌 料理 節約 ダイエット
- スポーツ：ゴルフ ウエイクボード
- 資格：パソコン2級 情報処理2級 簿記2級

趣味・特技は多種多彩で、上記以外にも、御朱印集め・乗馬・日本舞踊・茶道をブログやツイッターで披露している。愛犬はミシェル。

## 出演

### テレビ

#### レギュラー
- プレミアの巣窟（2008年10月 - 2009年11月プレミアンガールとしてレギュラー出演、フジテレビ）[32][33]
- 真夜中のおバカ騒ぎ!（2013年10月レギュラー[34]出演、チバテレ・TOKYO MX）[35]

#### レギュラー以外
- 秘密のケンミンSHOW（2008年11月6日[36]、読売テレビ）
- もしも（2009年2月21日[37]、フジテレビ）
- 使える!レシピSHOW!（2009年1月18日[38]、2009年4月25日[39]、テレビ朝日）
- 買物大スキ!女神の市場（2009年9月25日[40]、2009年11月6日[41]、日本テレビ）
- バラエティ7『アリケン』（2009年12月13日[42]、2010年2月28日[43]、2010年3月7日[44]、テレビ東京）
- 全力坂（2010年2月18日[45]、2010年2月24日[46]、テレビ朝日）
- 釣りロマンを求めて（2012年1月21日[47]、2月18日[48]、3月10日[6]、3月31日[49]、5月5日[50]、5月19日[51]、テレビ東京）[5][52]
- 美少女ヌードル（2012年7月19日[53][54]、テレビ朝日）
- ゲーマーズTV 夜遊び三姉妹（2012年12月7日[55]、日本テレビ）
- PON!（2013年10月31日、日本テレビ）[56]
- コサキン!天海の超発掘!ものまねバラエティー マネもの（2014年9月27日[57]、フジテレビ）
- ナイツ×U字工事 なぞかけ対決 HIT商品ととのいました!（2018年10月6日、チバテレ）

### 映画
- 完全なる飼育 メイド、for you（2010年）
- ハニー・フラッパーズ（2014年8月、アイエス・フィールド）[58]
- レプリカント・イブ（2014年8月、MIRAI PICTURES ACADEMY）[59] 洋服屋のアルバイト 役
- 電エースタロウ・電エース中野 -大江戸温泉物語の謎-（2014年11月30日第一回新人監督映画祭 中野賞受賞作品[19][16]、監督 河崎実） 役：ヒロイン 真子[18]
- タイム・トゥ・セイ・グッバイ -狼たちの鎮魂歌-（2014年11月28日第一回新人監督映画祭上映作品[16]、監督 遠藤一平） 役：ヒロイン 久美子[17]

### テレビドラマ
- 土曜ドラマ 赤い糸（2008年12月20日[60]、2009年1月10日[61]、フジテレビ）
- 大河ドラマ 平清盛（2012年、NHK）[62]
- 神ノ牙-JINGA-（2018年、TOKYO MX・BS11・ファミリー劇場） ケルス 役

### 舞台
- 銀岩塩　VOL.2 LIVE ENTERTAINMENT『牙狼＜GARO＞ -神ノ牙 覚醒-』GARO -KAMINOKIBA MEZAME-(2017年11月29日～12月3日　全労済ホール)御堂寺さくら役
- 銀岩塩　VOL.3LIVE ENTERTAINMENT「神ノ牙-JINGA-転生」消えるのは俺じゃない、世界だ。(2019年1月5日〜14日、天王洲 銀河劇場)ケルス役

### ラジオ
- CARLIFE & MOBILITY（2012年9月16日、9月23日、9月30日、 エフエムナックファイブ）[63]
- ツリラブ（2014年2月8日、目黒FM）[64]

### ネット配信
- りかとくじらの実験室「リクラボ」（2012年5月30日[65]、お台場TV）
- PSアイドルプロジェクト（2014年4月からレギュラー、全49回配信（2015年3月終了）、ジャンバリ.TV）[10][11]
- ニコニコ生放送『Gambooちゃんねる』生主VS.グラドル湯本美咲「湘南ダービーG3 in平塚競輪場」4日間予想バトル（2015年5月3日、4日、5日、6日）[22]

### 雑誌
- 週刊実話（表紙、2010年No.6）[2]
- 週刊ヤングマガジン（グラビア、2014年8号）[9]

### DVD
- 月間i-dolVOL.2「美咲ちゃん（妹）が突然泊まりに来た!」（シチュエーション、2008年12月4日発売、グラマラスキャンディー）[3]
- 微笑み（グラビア、2014年4月25日発売、エスデジタル）[14]

### 広告
- サントリー 金麦クリアラベル（2015年5月23日、スポーツニッポン、サンケイスポーツ、デイリースポーツ、東京中日スポーツ、日刊スポーツ、スポーツ報知新聞一面広告[66]）